# Pseudopaguristes
Pseudopaguristes is een geslacht van kreeftachtigen uit de klasse van de Malacostraca (hogere kreeftachtigen).

## Soorten
- Pseudopaguristes araeos Rahayu, 2007
- Pseudopaguristes asper Rahayu, 2005
- Pseudopaguristes bicolor Asakura & Kosuge, 2004
- Pseudopaguristes bollandi Asakura & McLaughlin, 2003
- Pseudopaguristes calliopsis (Forest & de Saint Laurent, 1968)
- Pseudopaguristes hians (Henderson, 1888)
- Pseudopaguristes invisisacculus (McLaughlin & Provenzano, 1974)
- Pseudopaguristes janetkae McLaughlin, 2002
- Pseudopaguristes kuekenthali (de Man, 1902)
- Pseudopaguristes laurentae (Morgan & Forest, 1991)
- Pseudopaguristes marocanus (A. Milne-Edwards & Bouvier, 1892)
- Pseudopaguristes mclaughlinae Rahayu, 2008
- Pseudopaguristes monoporus (Morgan, 1987)
- Pseudopaguristes pachydactylus Rahayu, 2008
- Pseudopaguristes shidarai Asakura, 2004